# Athletics New Zealand
L'Athletics New Zealand è l'organo regolatore dell'atletica leggera in Nuova Zelanda. La federazione è membro della Oceania Athletics Association, regione orientale.

## Storia
La fondazione risale al 1887 con il nome di New Zealand Amateur Athletic Association (NZAAA) che fece anche parte di Athletic Union of Australasia, insieme all'Australia. I primi campionati assoluti si svolgono nel 1888. È membro della World Athletics dal 1932. Il nome cambia nel 1989 in Athletics New Zealand.

## Consiglio federale

### Presidenti
- Richard Coombes (1897-1934)
- Jim Blair (-2013)
- Dave Norris (2013-)